# Neuenbrook
Neuenbrook è un comune tedesco del circondario di Steinburg, nella regione dello Schleswig-Holstein. Ha circa 700 abitanti.